# Chemins de fer de la Corse

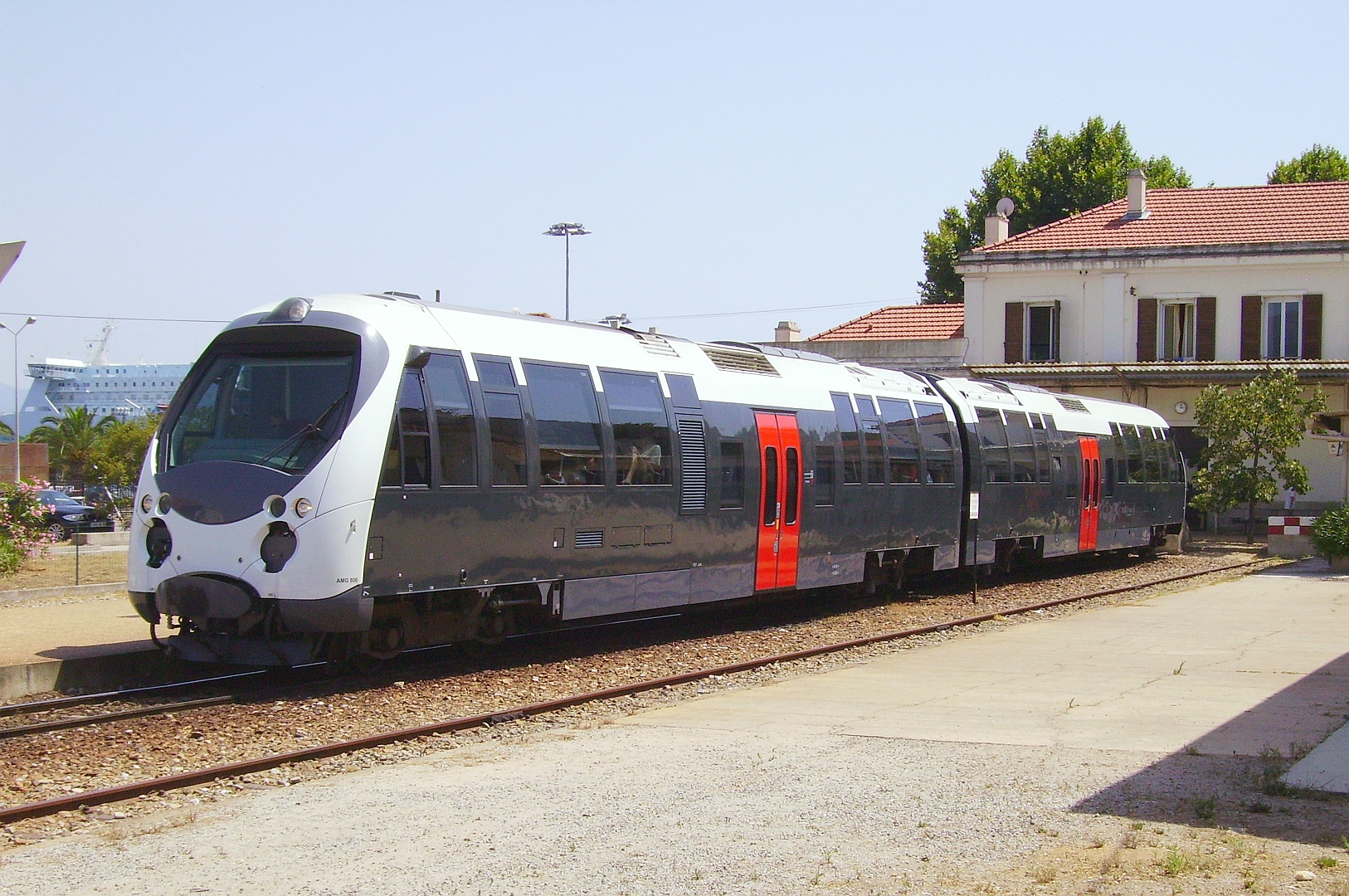
Triebwagen der Baureihe AMG-800 der CFC im Bahnhof Ajaccio

Die Chemins de Fer de la Corse (CFC; deutsch: Korsische Eisenbahn) sind ein öffentliches, privatrechtlich organisiertes, Eisenbahnverkehrsunternehmen, das die Eisenbahn auf Korsika betreibt.

## Gesellschaft
Die CFC ist eine Société anonyme d'économie mixte locale (SAEML – gemischtwirtschaftliche kommunale Aktiengesellschaft) und mit einem Kapital von 1.200.000 € ausgestattet. Die Aktien werden mehrheitlich von der Collectivité de Corse (CTC – Korsische Gemeinschaft; 55 %) und von SNCF-Participations (15 %) gehalten. Die übrigen Anteile befinden sich in den Händen von vier Gebietskörperschaften und zwei Handelskammern mit jeweils 5 % der Aktien.

## Aufgaben
Bei der CFC ist das Personal der Eisenbahn auf Korsika beschäftigt und die Gesellschaft ist Eigentümerin des überwiegenden Teils der Eisenbahnfahrzeuge, die sie bereitstellt und unterhält. Die CFC bietet Verkehr auf zwei Bahnstrecken an:
- Bastia–Ajaccio
- Ponte-Leccia–Calvi

## Geschichte
Die CTC übernahm den Bahnbetrieb zum 1. Januar 2012 von der SNCF, die die korsische Eisenbahn seit dem 1. Januar 1983 betrieben hatte. Das Schienennetz übergab die SNCF der CTC. Die CTC war seit dem 13. Mai 1991 auch schon die Verkehrsbehörde für Korsika. Als der Betriebsvertrag mit der SNCF zum 31. Dezember 2011 auslief, fand die CTC kein Unternehmen, das bereit war, die Bahn zu betreiben. So wurde Ende 2011 die gemeinwirtschaftliche Aktiengesellschaft CFC gegründet, um diese Aufgabe zu übernehmen.